# Гамбург-Гарбург
Гарбург (нім. Harburg) — частина та центр району Гарбург вільного та ганзейського міста Гамбург. Місцевість розташована на Зюдерельбе, та є ядром колишнього міста Гарбург.